# توم فروند
توم فروند (بالإنجليزية: Tom Freund)‏ هو مغن مؤلف وملحن وعازف قيثارة أمريكي، ولد في 28 أغسطس 1968 في نيويورك في الولايات المتحدة.

## وصلات خارجية
- الموقع الرسمي
- توم فروند على موقع IMDb (الإنجليزية)
- توم فروند على موقع ميوزك برينز (الإنجليزية)
- توم فروند على موقع أول ميوزيك (الإنجليزية)
- توم فروند على موقع ديسكوغز (الإنجليزية)